# Coyul, Coicoyán de las Flores
Coyul är en ort i Mexiko.   Den ligger i kommunen Coicoyán de las Flores och delstaten Oaxaca, i den sydöstra delen av landet, 270 km söder om huvudstaden Mexico City. Coyul ligger 1 184 meter över havet och antalet invånare är 807.
Terrängen runt Coyul är kuperad söderut, men norrut är den bergig. Terrängen runt Coyul sluttar söderut. Runt Coyul är det ganska glesbefolkat, med 35 invånare per kvadratkilometer. Närmaste större samhälle är El Jicaral, 5,7 km söder om Coyul. I omgivningarna runt Coyul växer huvudsakligen savannskog.